# ان‌جی‌سی ۳۱۰۹
ان‌جی‌سی ۳۱۰۹ (به انگلیسی: NGC 3109) یک کهکشان نامنظم با فاصله ۴٫۳ میلیون سال نوری در صورت فلکی مار باریک است و از اعضای گروه محلی به‌شمار می‌رود.